# Ісаєв Павло Андрійович
Павло Андрійович Ісаєв (1875, Російська імперія — ?) — радянський діяч, член ВЦВК. Член Центральної контрольної комісії ВКП(б) у 1930—1934 роках.

## Життєпис
Працював робітником-котельником.
Член РКП(б) з 1918 року.
З 1918 року — учасник громадянської війни в Росії.
На 1920—1930-ті роки — робітник-котельник заводу «Красное Сормово» міста Нижнього Новгорода (Горького).
Подальша доля невідома.